# Cappella di San Michele (Košice)

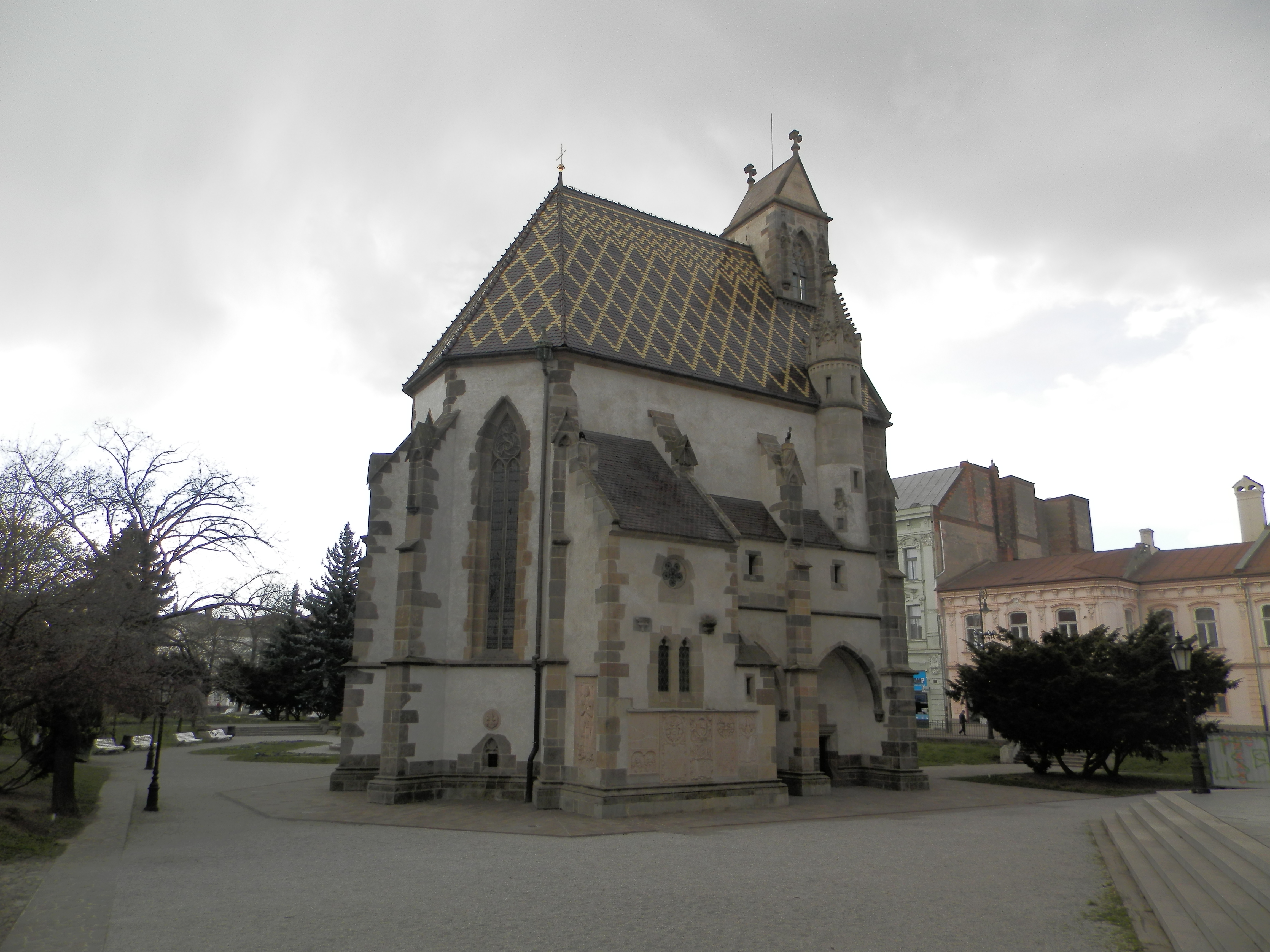
Vista della cappella da sud-ovest

La cappella di San Michele è un edificio di culto gotico che si trova a poco distanza dalla cattedrale di Sant'Elisabetta di Košice, verso sud. Fu costruita nella seconda metà del XIV secolo come cappella cimiteriale. Dopo la chiesa dei domenicani, è il più antico edificio della città ancora esistente. È consacrata a san Michele arcangelo, patrono dei defunti. Il santo è raffigurato, insieme agli apostoli Pietro e Paolo, sul timpano sopra la porta d'ingresso.

## Storia

### La costruzione
La costruzione dell'edificio è datata fra il 1340 e il 1380. All'epoca sorgeva a fianco di una chiesa romanica a unica navata, che sorgeva sul luogo della cattedrale di Sant'Elisabetta. Una delle teorie degli storici dell'arte sostiene che poteva trattarsi del presbiterio di una chiesa più grande, la cui costruzione non fu mai realizzata. La facciata della chiesa in questo caso sarebbe stata ricavata dall'arco trionfale, murato. Secondo un'altra originariamente serviva da ossario, per raccogliere i resti esumati e far posto a nuove sepolture del primitivo cimitero urbano che sorgeva attorno alla chiesa principale. Nella cappella venivano celebrate Messe di requiem.

### XV secolo
Nel XV secolo la cappella subì gravi danni in seguito a un attacco di artiglieria dell'esercito polacco-lituano. Si trattava della prima volta in cui la città è stata fatta segno di attacchi di artiglieria. I colpi non solo danneggiarono la cappella e il duomo, ma distrussero completamente l'ospedale cittadino.
La prima attestazione scritta della cappella risale al 1452. Si tratta di un documento emesso dal borgomastro in collaborazione con il consiglio comunale, con cui Mikuláš Schonnelzer e sua moglie Barbora legarono una vigna a favore della lampada eucaristica della cappella di San Michele.

### Ampliamento di Szatmári
Nel 1508 ci fu la trasformazione più radicale nella storia della cappella. All'originario edificio a navata unica fu aggiunta una navata laterale quasi altrettanto ampia con una pianta di 18,2x12,5 m. La cappella quasi raddoppiò di volume e l'edificio snello ed elegante divenne un edificio robusto e ingombrante. L'iniziatore del completamento fu il cancelliere capo reale, György Szatmári, successivamente arcivescovo di Esztergom. Offrì alla città una ricca proprietà come rendita per la cappella, ma anche per la chiesa parrocchiale. In cambio di queste proprietà, il comune di Košice si impegnò per iscritto ad assicurare messe di suffragio per la salvezza dell'anima del donatore, dei suoi genitori e parenti. Durante la ricostruzione, l'interno di entrambe le navate fu collegato da aperture ad arco, fu demolita una piccola sacrestia sul lato nord e fu costruito un piccolo nuovo annesso sul lato sud. Anche la cantoria fu demolita.

### Incendio del 1556
Nel 1556 la cappella fu distrutta durante un grande incendio che colpì Košice, devastando molte chiese e monasteri e distruggendo il municipio, le porte della città, i bastioni, le parti in legno delle fortificazioni interne, le palizzate esterne, le strutture difensive, nonché intere strade nella parte meridionale e occidentale della città. Il consiglio comunale fu costretto a chiedere a Ferdinando I d'Asburgo l'esenzione da tasse e altri oneri per otto anni. Il re stabilì che i proventi della trentesima di Košice fossero impiegati per il restauro di Košice per riportarla nel precedente splendore.

### Riforma e controriforma
Dopo che Košice divenne parte dell'Ungheria reale nel 1552, il capitano in capo Lazár Schwendi consegnò la cappella ai fedeli di lingua ungherese. Nel 1567 la cappella fu colpita dalla violenza iconoclasta. Due cittadini, Šebastián Bakay e František Tóth, ne danneggiarono gravemente l'interno. Durante la Riforma, la cappella cadde nelle mani degli evangelici e funzionò come una filiale del duomo. Il 7 gennaio 1604, il capitano capo Giovan Giacomo Barbiano di Belgioioso la restituì ai cattolici per ordine del re Rodolfo, ma Štefan Bocskay la riprese per gli evangelici di lingua slovacca. A causa del fatto che durante il turbolento periodo della Riforma e della Controriforma il culto si teneva in slovacco, la cappella fu chiamata "chiesa slovacca" ("Windische Kirche"). Il destino della cappella fu in seguito simile a quello della cattedrale di Sant'Elisabetta, ad eccezione del fatto che il parlamento nel 1705 avesse lasciato la cattedrale al culto cattolico, mentre la cappella fu destinata ai luterani della confessione augustana a condizione che l'ingresso alla cappella sul lato della cattedrale fosse murato e che fosse allestita una porta dalla strada.
L'11 novembre 1711, dopo la soppressione della rivolta di Francesco II Rákóczi, anche la cappella fu restituita ai cattolici. Nello stesso anno fu vietato l'uso del cimitero e i dintorni della cappella si trasformarono in un giardino. Le ragioni erano prosaiche. Durante gli scavi nel cimitero, furono trovati fino di 8 strati di ossa uno sopra l'altro. A causa della posizione della cappella nel centro della città, questa situazione era indesiderabile. Nel 1748, il consiglio comunale avviò un'ampia ristrutturazione della cappella: riparò finestre e panche e rifuse due campane. Allo stesso tempo, richiese che nella cappella si celebrassero messe regolarmente, due volte a settimana. Una Messa in onore di San Michele e degli altri arcangeli, la seconda per i defunti.

### Ristrutturazione del 1821
Nel 1821, la cappella fu riparata principalmente per i preparativi per l'imminente centenario della diocesi di Košice. Il canonico prevosto Ondrej Kozora e il Comitato regionale per i monumenti avviarono le riparazioni. La ristrutturazione fu eseguita a spese comuni della chiesa, della città e dello Stato, oltre che con il contributo di donatori privati, sotto la guida della Commissione dei monumenti del regno d'Ungheria. Gottfried Jenne, uno scalpellino di Košice originario di Lichtenberg, costruì allora una nuova torre quadrata. Otto Sztehlo fu il principale progettista della ristrutturazione e il cantiere fu diretto dallo scalpellino Michal Nagrand. Il terreno intorno e a sud della cappella fu portato al precedente livello originale, fino alla sua muratura di fondazione. Il dislivello verso il duomo fu risolto con una gradinata in pietra davanti a tutta la sua facciata meridionale. Davanti al portale si è poi allestita una piattaforma più ampia, alla quale si accedeva da una scala a quattro gradini, ma questa soluzione fu presto sostituita da scale direttamente all'ingresso. L'iscrizione sul lato settentrionale della torre: «RENOV. 1821, RESTAURATA A. D. 1904» riferisce di queste trasformazioni.

### Restauro del 1904
Il restauro si svolse nello spirito del purismo gotico. Il massiccio volume della navata aggiunta da Szatmári sul lato settentrionale fu abbattuto, in modo che la cappella riacquistasse il suo aspetto elegante. Sul pilastro d'angolo nord-ovest della cappella, fu ripristinata la torre delle scale con una cupola. Ne ricostruirono la posizione e la forma secondo antichi disegni ed elementi in pietra che erano stati murati nelle pareti. La nuova sacrestia sul lato sud fu demolita e la sacrestia originale con una cantoria fu ricostruita, come era prima dell'ampliamento di Szatmár. Nelle aperture in alto e della torre furono installate persiane di rovere, ora sostituite da pannelli di vetro. La statua di San Floriano sul muro esterno della navata laterale fu trasferita al campanile di Sant'Urbano e la lanterna di re Mattia sul lato occidentale del portale meridionale del Duomo. Fu sistemata la cripta della cappella e ai suoi lati sono state inserite antiche lapidi, scoperte durante il restauro della cattedrale. Fu restaurato il rilievo medievale di San Michele Arcangelo, del 1400 circa, in cui pesa con la spada di fuocoi peccati delle anime sottoposte al Giudizio Universale. Il restauro fu ideato e guidato dal prof. E. Schulek. L'autore del nuovo rilievo fu lo scultore di Budapest Ferenc Mikula, che realizzò anche sculture per l'interno. Al restauro presero parte anche i pittori M. K. Reiszmann e K. Kató. Le vetrate colorate provengono dal laboratorio di M. Roth a Budapest. La chiesa restaurata fu consacrata il 3 settembre 1904.

### Restauri interni del XX secolo
Una ventina d'anni dopo, ebbe avuto luogo un restauro degli interni, che è stato considerato storicamente inadeguato. I restauratori intrapresero audaci interventi nella pittura medievale e modificarono alcuni dei frammenti controversi. Fu alterato il dipinto murale di San Michele, assistito dai santi Cosma e Damiano. Gran parte degli interni fu dipinta con decorazioni arcaizzanti in una tonalità inopinatamente scura. Viktor Myskovszky, un pioniere della protezione dei monumenti nell'Alta Ungheria, scrisse quanto segue sul restauro dell'interno della cappella: "... In origine, tutte le pareti interne della cappella erano dipinte, si sono stati conservati alcuni dettagli nel presbiterio e dietro gli organi. Sulla parete meridionale c'era una scena della leggenda di San Ladislao, quando San Ladislao sta combattendo contro il capo cumano Ákoš, ma questo affresco è stato imbrattato di calce durante l'ultimo restauro! Tale vandalismo può avvenire solo nel nostro paese! Sebbene esista una Commissione regionale per i monumenti, il cui compito e professione dovrebbe essere quello di garantire la manutenzione e la protezione dei nostri monumenti, il restauro dei monumenti nel nostro paese manca ancora di un controllo approfondito... ".
Nel corso del XX secolo, la cappella è stata aperta al pubblico solo saltuariamente. Dopo la Seconda guerra mondiale si apriva solo una volta all'anno, in occasione della festa di Sam Michele. Nel 1986, durante i lavori di restauro del presbiterio della cattedrale di Sant'Elisabetta all'interno della cappella furono conservati i dipinti dell'altare maggiore del duomo. Al termine di questo restauro, la cappella non fu riaperta al pubblico.

### Ricostruzione del 1998–2006
Dopo il 1903, quando avvenne l'ultimo importante rifacimento in stile gotico, la cappella non ricevette quasi nessun intervento di manutenzione. Fin dagli anni '90 gli esperti guidati dal prof. Jozef Porubovič redassero gli studi preparatori per un restauro compless. Questa ricerca rivelò ampie superfici della decorazione medievale. La ricostruzione è poi avvenuta negli anni 1998-2006 ed è stata eseguita da esperti dell'Associazione per il Restauro e il Restauro dei Monumenti - Villard. Grazie ad essa, la cappella vinse il premio Fénix per il miglior monumento ricostruito del 2006. A partire dallo stesso anno la cappella è stata chiamata chiesa.

## Descrizione

### Interni
Si tratta di un edificio a navata unica con un presbitero chiuso poligonale leggermente rialzato e una torre incorporata nella facciata occidentale. L'interno della cappella ha tutti gli attributi di una chiesa: un pastoforio, una sacrestia, una cantoria e una tribuna d'ingresso.

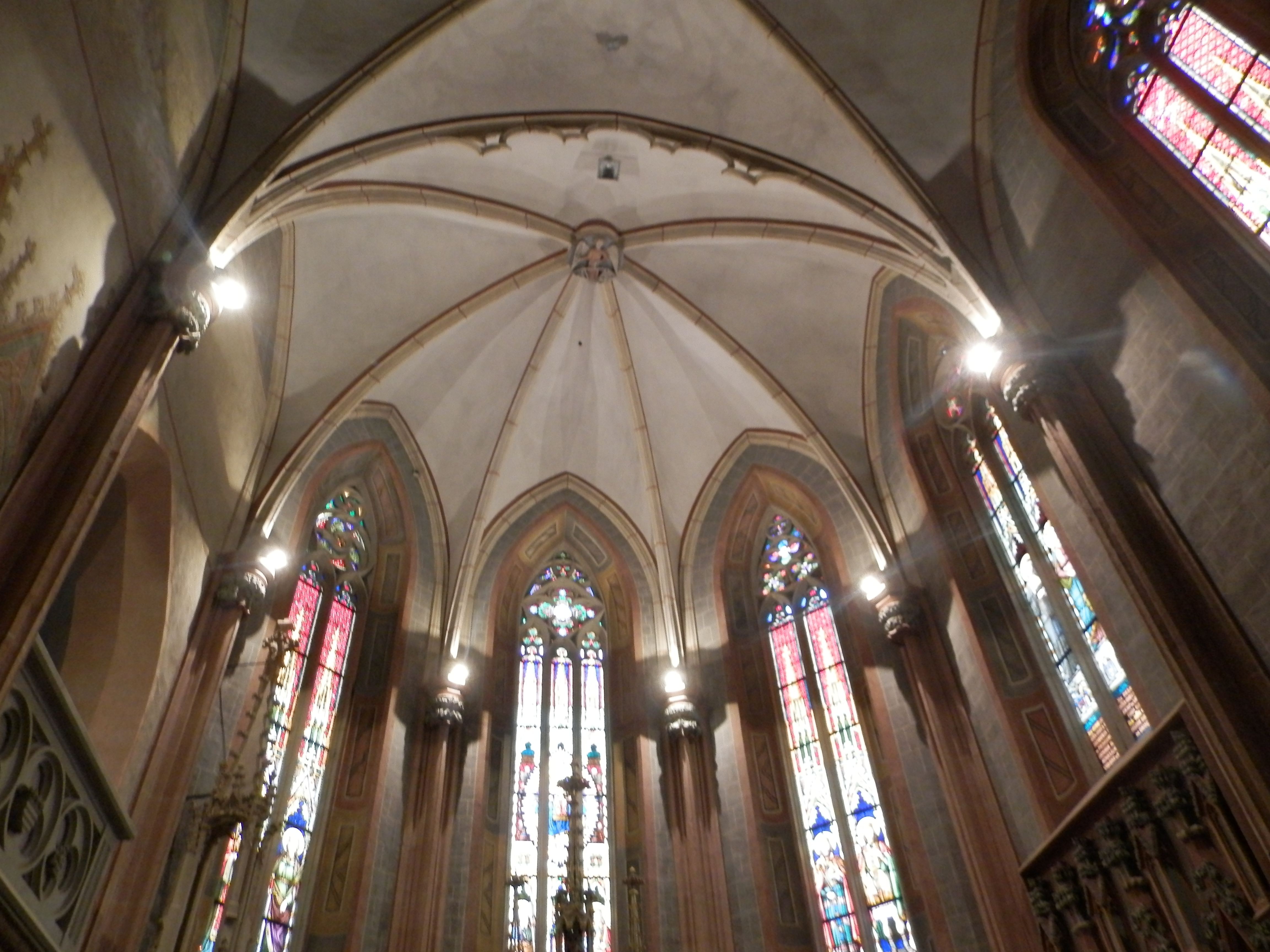
Volta radiale sopra il presbiterio della cappella di San Michele

#### Presbiterio
Il soffitto della cappella è diviso in due campi con una volta a crociera e una volta a raggiera sopra il presbiterio. La chiave di volta di questo campo mostra San Michele con la bilancia, suo attributo tipico. Sul costolone fra i due campi, si trova un traforo, ma molto raramente utilizzato. Le nervature delle semplici volte poggiano su sostegni con teste decorate con motivi vegetali. I sostegni hanno il profilo di una semplice nervatura scanalata. I capitelli sono di forma ottagonale. A livello del davanzale della finestra, sono interrotti da una sporgenza, alla base hanno una semplice zoccolatura.

#### Altar maggiore
Nel presbiterio poligonale si trova un altare realizzato nel 1896 a Sopron. Fu donato alla città dal vescovo di Košice Zigmund Bubics. La figura principale dell'altare è la statua di San Michele che trionfa su Satana. Accanto a lui ci sono le statue degli arcangeli Raffaele e Gabriele. Nella guglia, cimato da un fiore a croce, si trova una statua della Vergine Maria. Sull'altare dorato del XIX secolo sono presenti tipici elementi gotici come trafori, archi ad angolo, violette con granchi.
A destra dell'altare, tre sedili riccamente decorati con decorazioni vegetali e tre rose di pietra relativamente grandi nascoste dietro un cerchio di archi spezzati sono ricavati nel muro. A causa dell'altezza del timpano dei sedili, la finestra sovrastante è più corta di un terzo rispetto alle altre. I timpani sono policromi e rivestiti nella parte esterna da una decorazione vegetale.

#### Pastoforio
Un pastoforio tardogotico in pietra è collocato nella parte settentrionale del presbiterio. Su una colonna tortile, poggia una cassa con tre grate in ferro battuto e dorato, sormontata da un baldacchino diviso da viole, sotto il quale si trova una statuetta dell'Uomo dei dolori.

#### Sacrestia
Sulla parete settentrionale di fronte ai sedili si trova l'ingresso poco appariscente della sacrestia, che ha la forma di una semplice schiena d'asino.

#### Cantoria
Sopra l'ingresso della sacrestia si trova la balconata della cantoria, sul parapetto si notano tre archi ciechi e al centro lo stemma di Košice. La cantoria è a volta con arco ricurvo che termina su un parapetto in pietra.

#### Navata
Lo spazio centrale della navata è coperta da una semplice volta a crociera con una chiave di volta raffigurante un ritratto di Cristo, circondato da un motivo vegetale. La volta poggia su una serie di mensole con capitello circolare vegetale. I sostegni hanno sezione rettangolare in fascio. Interessante è il passaggio della volta fra la navata e la tribuna d'ingresso. I costoloni sono qui rifinito con un capitello quadrato, sotto il quale si creano mensole stilizzate a forma di baldacchino. Probabilmente ospitavano delle statue: San Michele, il santo patrono della cappella, era sul lato meridionale, come dimostra l'immagine del diavolo e dell'angelo sulla mensola. Nel baldacchino opposto troviamo una decorazione a motivo vegetale. La parte superiore dei baldacchini ha la forma di uno scudo con granchi, viole, e una rosa al centro di una volta a crociera.

### Tribuna d'ingresso
La tribuna d'ingresso è sul lato occidentale, sopra la porta. È coperta da ua semplice volta a crociera, la cui chiave di volta presenta con motivo a rose. In una parte della volta, si è recuperato riusciti un dipinto a motivi geometrici a contrasto in nero e rosso. La tribuna poggia su una coppia di colonne che formano un porticato. I loro basamenti sono quadrati, ma il fusto e il capitello sono di forma ottagonale. I capitelli sono decorate con un motivo vegetale a due strati, che differisce da una colonna all'altra. Tra le colonne vi sono tre archi a sesto acuto, che si congiungono alle pareti laterali per mezzo di mensole con mascheroni. La parete è decorata con dipinti raffiguranti i quattro evangelisti, Matteo come un angelo, Marco come un leone, Luca come un toro e Giovanni come un'aquila. Il parapetto del coro è decorato con motivi di archi ciechi.

### Vetrate
I pilastri dividono il muro perimetrale in 7 parti. La maggior parte ha finestre ogivali in vetro colorato. Le finestre sono decorate con pitture geometriche. La finestra dietro l'altare è una trifora, le altre sono bifore. Mostrano coppie di santi su ciascuna vetrata: san Giovanni l'Elemosiniere e santa Paolina; sant'Andrea e Maria Santissima patrona d'Ungheria; santo Stefano d'Ungheria e sant'Emerico; sant'Angela Merici e sant'Elena; sant'Antonio di Padova e san Giuseppe; fa eccezione la finestra sulla tribuna che presenta solo una figura: santa Cecilia.

### Affreschi
Nella cappella sono presenti affreschi restaurati raffiguranti san Michele e i santi Cosma e Damiano. Gli affreschi sotto la tribuna raffigurano gli evangelisti e la parete nord del 1904 presenta san Dionigi, santa Francesca Romana, san Sigismondo e sant'Anna. Nella navata vi sono le statue di san Ladislao e di santa Margherita. Sopra la porta della sacrestia c'è un'iscrizione ungherese, che si riferisce all'ultimo restauro della cappella e contiene dati storici. "Nell'anno della salvezza 1904, nel primo anno di pontificato di Pio X, nel 56º anno di regno di Sua Maestà l'imperatore e re apostolico Francesco Giuseppe I, nel 17º anno di governo e nell'anno della messa di diamante del vescovo di Košice Sigismund Bubics, nel 12º anno di governo comitale dell'illustre signore Žigmund Péchy di Pečovská Nová Ves e nel 33º anno del borgomagistero del consigliere reale Teodor Munster, questa chiesa di Dio fu restaurata nella sua forma antica nel centesimo anniversario della diocesi di Košice, grazie ai doni del vescovo, del capitolo cattedrale, della cittadinanza e dei ferventi fedeli, con il sostegno dell'eccellente regia amministrazione per gli affari religiosi e sotto la guida del comitato regionale per il patrimonio artistico.

### Esterno

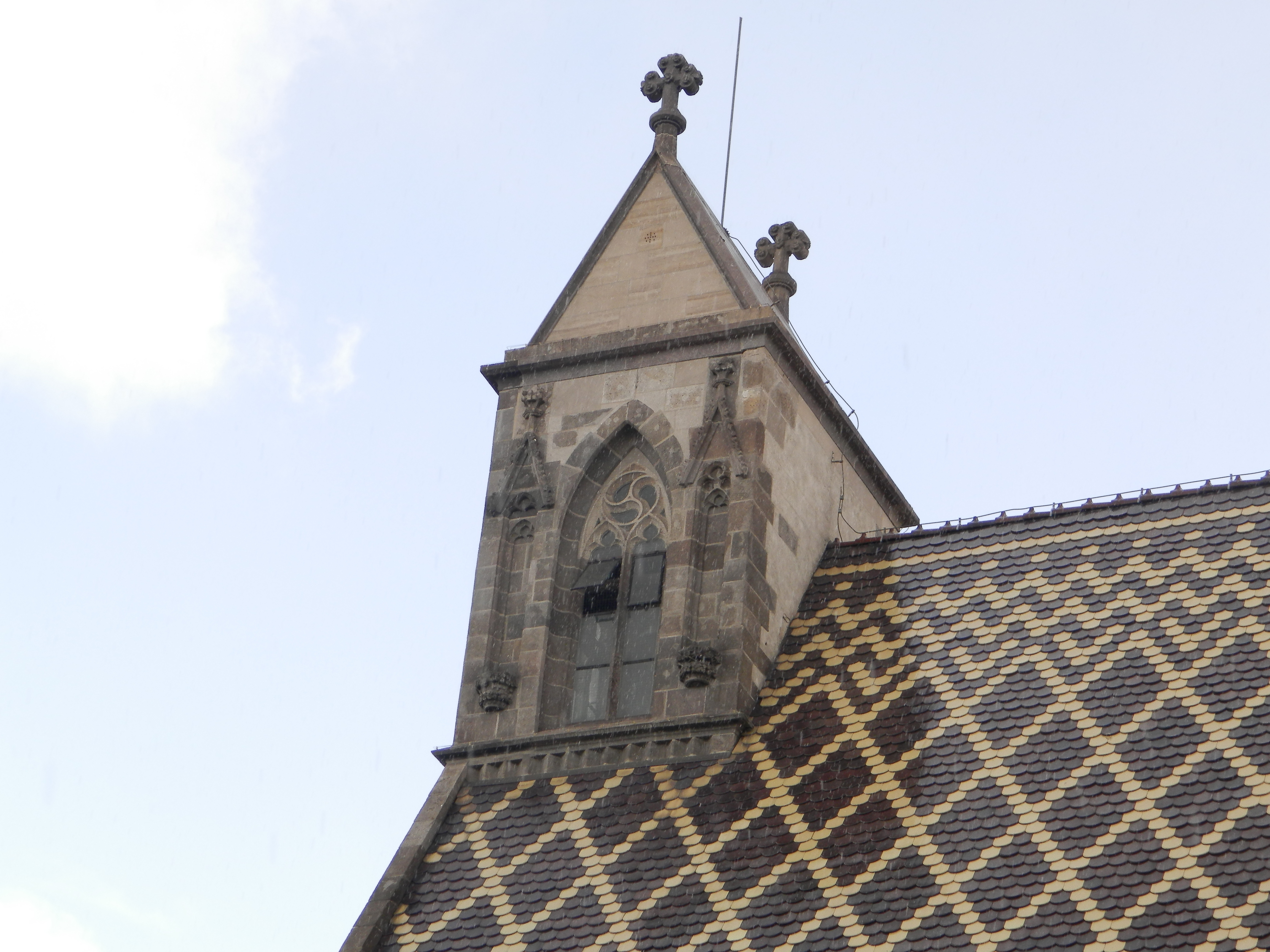
Il campanile

La cappella di San Michele è caratterizzata da forme nobili e da una pittoresca facciata. Secondo la pianta dell'edificio, questo è il tipico presbiterio di una chiesa gotica con un ingresso ricavato sotto un arco di trionfo, che si trova nella facciata. Il portale è sormontato da una ghimberga. La sua superficie è coperta da un rilievo con la figura di San Michele, che pesa le anime. In un piatto della bilancia, l'arcangelo pesa l'anima beata, raffigurata sotto forma di bambino, nell'altra il diavolo con aspetto di caprone trattiene le figure giustiziate dei dannati. La ghimberga termina in alto in una viola. Due nicchie della facciata con mensole ottagonali con decorazioni vegetali e un tetto con granchi, ospitano le statue dei santi apostoli Pietro e Paolo.

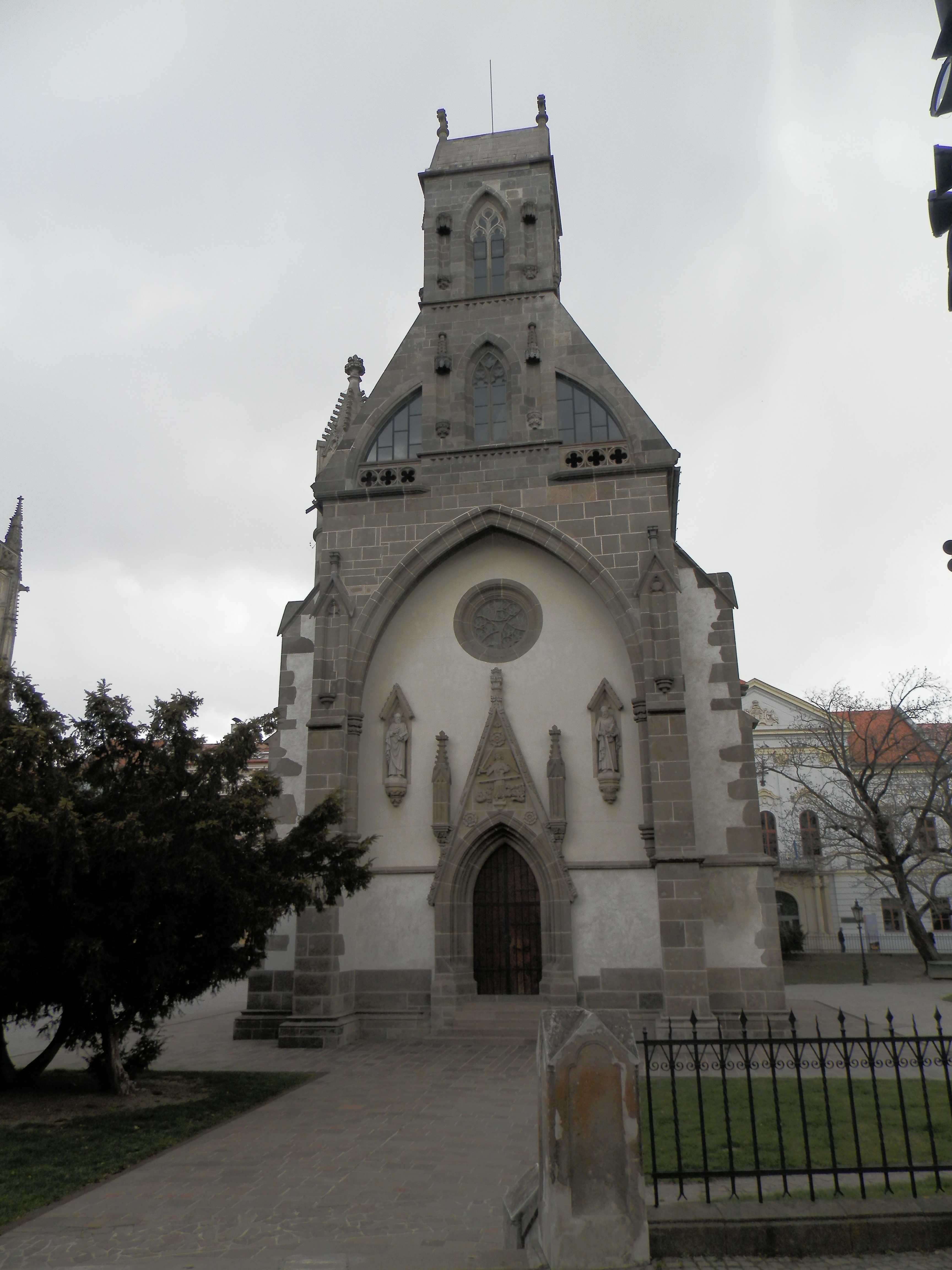
La facciata

Sopra il timpano del portale c'è un piccolo rosone in pietra. A livello della capriata si notano interessanti finestre a quarto di cerchio che affiancano un campanile a due piani posto centralmente. Entrambi i piani del campanile hanno bifore ogivali sulla facciata con trafori. Sono incorniciati da mensole e baldacchini. Sul lato nord del campanile è presente un'iscrizione relativa alla ricostruzione effettuata nell'Ottocento.
Alla sommità del tetto del campanile, ai bordi laterali dello spiovente, a 27,7 m dal suolo, v sono due croci in pietra. Durante la ricostruzione della chiesa un fulmine ha colpito la croce sul lato meridionale. La croce poi cadde accanto a un operaio e si spezzò. Era ancora la croce originale del 1821. La croce sul lato settentrionale era stata restaurata in precedenza.
Il tetto ad alto spiovente della cappella è ricoperto di losanghe in due colori: oro e marrone scuro, completati da una grondaia stilizzata. La torretta dalla forma insolita, con all'interno una scala a chiocciola, sul fianco settentrionale, desta meraviglia. È costruita sopra un arco ogivale, caricandone l'estremità di ponente. È rifinita con un tetto in pietra con caratteristici granchi e un fiore quadrato. Sotto la torretta c'è l'ingresso all'ossario.
Il volume della sacrestia e della cantoria interrompe il ritmo delle finestre. La sagrestia ha il suo rosone e la parte inferiore della parete è rivestita con antiche lapidi sepolcrali.
Blocchi di pietra squadrati marcano gli angoli e i contrafforti della cappella, il resto delle pareti esterni è intonacato. Nel medioevo la chiesa era probabilmente affrescata, come testimonia un frammento di un dipinto sul fianco meridionale verso ponente. I contrafforti della cappella sono semplici e massicci, interrotti da una sporgenza costeggia; nella loro parte superiore si ripete il motivo di un piedistallo e di un baldacchino.

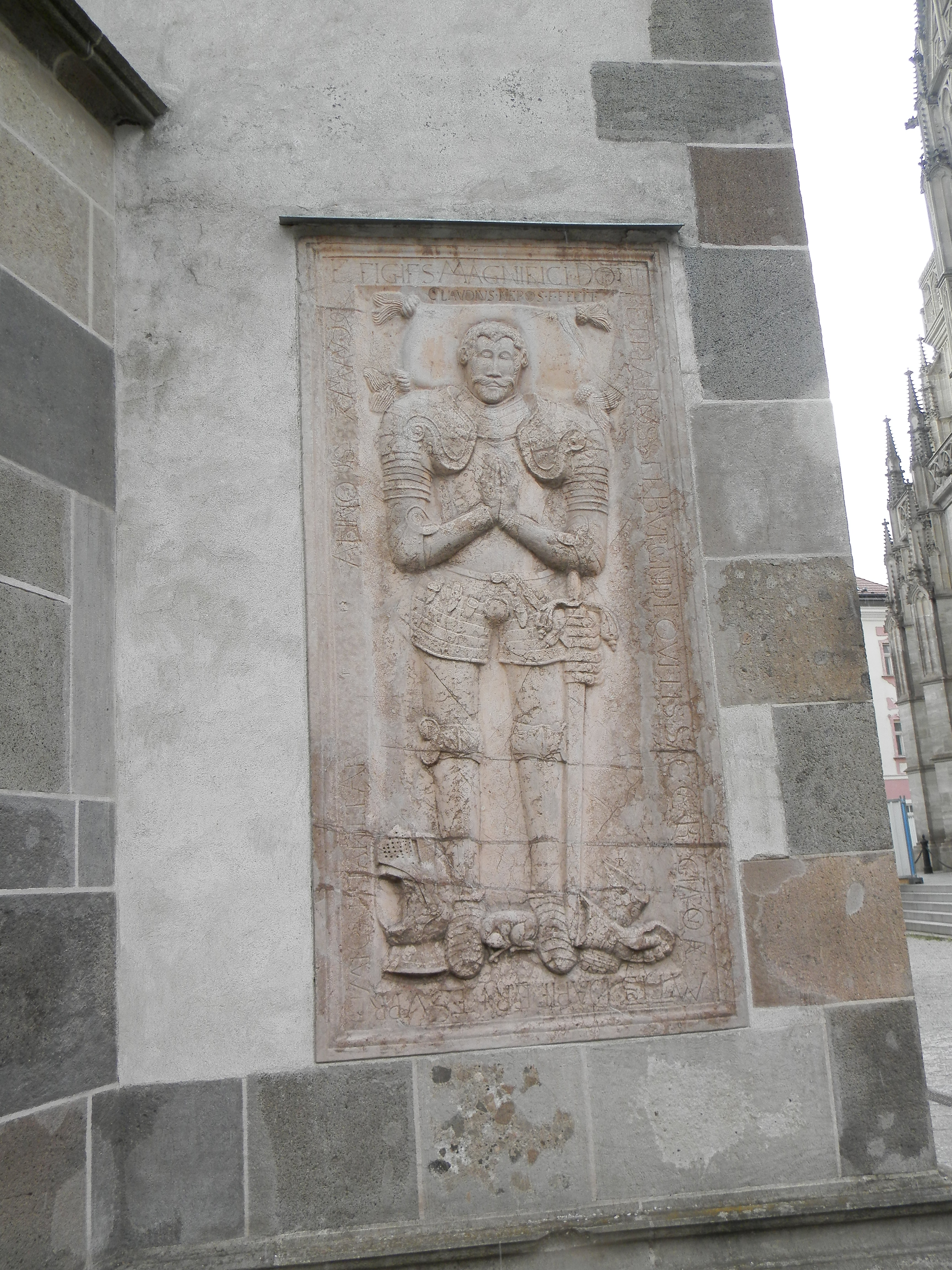
Epitaffio di Peter Roussel del 1577

### Antiche sepolture
Nel 1845 Košice fu colpita da inondazioni: l'acqua entrò nella cattedrale di Sant'Elisabetta e il pavimento cedette in alcuni punti. Il restauro della cattedrale iniziò negli anni 1857-63 e soprattutto nel 1877-96 furono scelte lapidi medievali e rinascimentali dalle pareti, dal pavimento e dalle fondamenta. Nella cattedrale rimasero solo le lapidi dei vescovi di Košice e un epitaffio barocco di un defunto sconosciuto sul muro presso l'altare della Visitazione della Vergine Maria. Le lapidi rimosse non furono poste in vendita a buon mercato e c'era poco interesse ad acquistarle dal pubblico. 17 di queste lapidi furono infine poste sulle fiancate della cappella di San Michele, 29 sotto i portici del campanile di Sant'Urbano, 15 nel cortile occidentale del Museo della Slovacchia orientale. Da allora, alcune delle lapidi sono state distrutte.
Attorno alla cappella, partendo da nord, si trovano le seguenti:
- targa commemorativa alla moglie e ai tre figli del prefetto dell'armeria Michal Turz del 1623.
- lapide con iscrizione gotica della fine del XV secolo
- lapide del console di Košice Augustín Cromer del 1472
- lapide di due figli del medico e dottore in filosofia Antonius del 1583
- lapide di Žofia Titili, moglie di Ján Nagymihályi del 1635.
- lapide del cittadino di Cluj Petr B ... del 1674.
- lapide del senatore di Košice Václav Schwertl del 1638
- lapide del senatore e borgomastro di Košice Ján Langh del 1630
- lapide dell'ispettore militare Ulrich Rothvet del 1594
- epitaffio di Petr Roussel, maggiordomo reale, capitano del castello di Szendro del 1577
- lapide funeraria di ignoto defunto con stemma
- lapide della madre del cittadino Jakub con un emblema di famiglia del 1375
- lapide del maestro di camera Juraj Jezernický del 1577
- lapide del senatore Andrej Varannay, tesoriere di Gabriel Bethlen
- parte di una lapide con lo stemma dei Perenyi
- lapide dei figli del cittadino di Košice Juraj Kalmár del 1622
- epitaffio con stemma.

### Campane
In origine erano presenti due campane: la campana più grande da 29 kg del 1744 e la campana più piccola del 1886. La campana più vecchia fu confiscata per scopi militari nel 1916. Nel 1924, la campana rimanente fu sostituita da altre due, che sono ancora oggi nel campanile.
La prima di essi è decorato con un rilievo di San Michele e l'iscrizione in ungherese, che recita: "San Michele Arcangelo, prega Dio per noi. Signore mio Dio, possa la tua grazia permettere al mio suono di ispirare fede e amore nelle persone. A gloria di Dio fusero e donarono i fratelli Buchner, fonditori di Košice". Pesa 115 kg.
La seconda campana pesa 55 kg. È decorata con l'immagine di Sant'Andrea e l'iscrizione latina: "Con animo riconoscente mi fece allestire il signor Andrej Julius Síposs, presidente e curatore della comunità religiosa cattolica di Košice. Nell'anno del Signore 1923."
Entrambe le campane sono ora monumenti culturali nazionali.

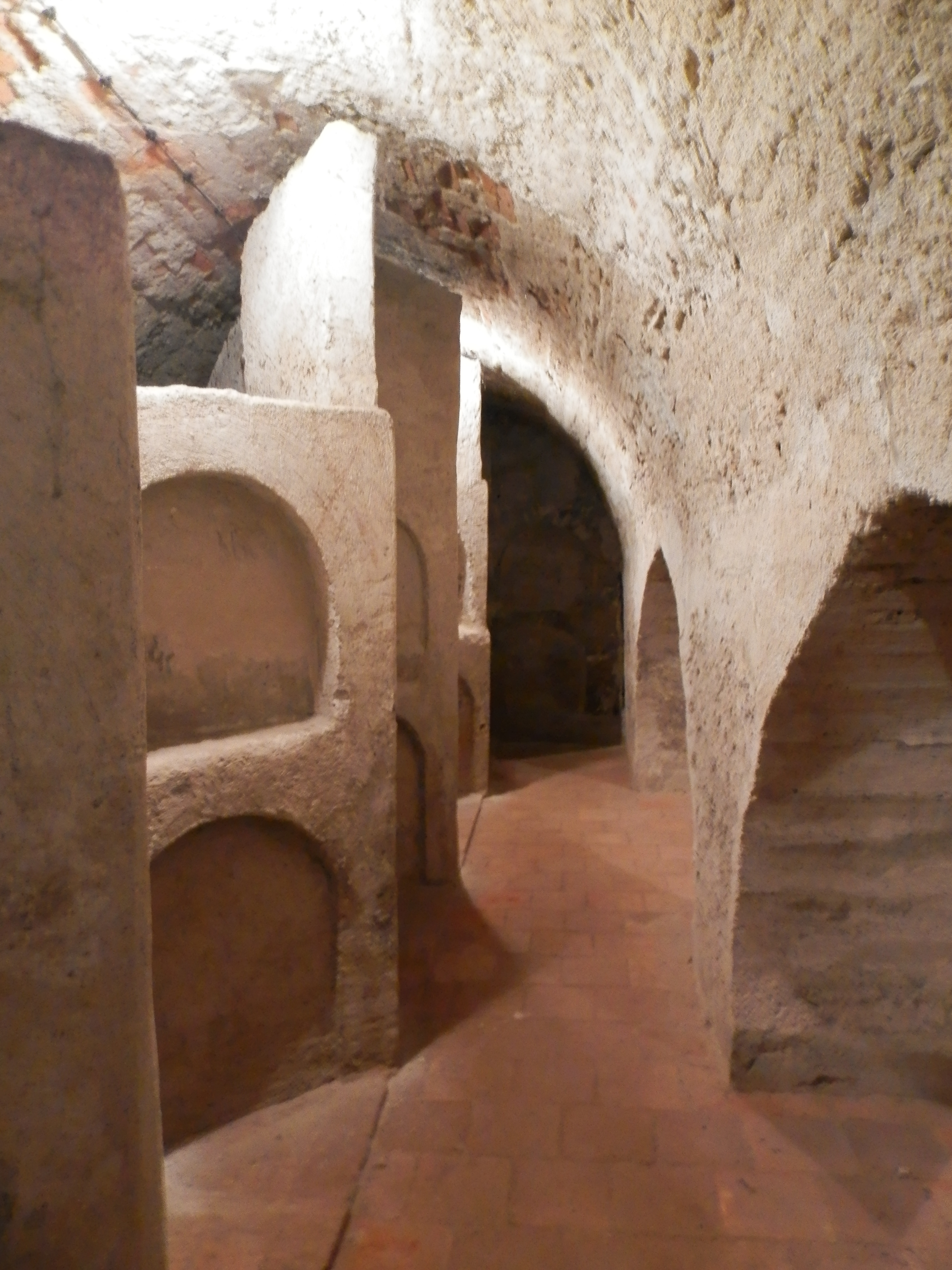
Interni dell'ossario sotto la cappella di San Michele

### Ossario
Nelle vicinanze della chiesa parrocchiale di Sant'Elisabetta e poi della cappella cimiteriale di San Michele si trovano i cimiteri cittadini più antichi, risalenti all'alto medioevo. L'area limitata di questi cimiteri richiedeva l'uso multiplo dei lotti per la sepoltura. Le ossa delle sepolture precedenti venivano quindi collocate nell'ossario, che si estende per l'intera lunghezza della cappella. Vi si accede da una porta in ferro sul fianco settentrionale.
Nel 1771 fu vietata la sepoltura nei cimiteri del centro città per motivi igienici. Questi furono completamente aboliti a Košice nel 1805, quando fu demolita la loro recinzione di pietra. La nobiltà e i borghesi più ricchi furono sepolti sporadicamente per qualche tempo nell'ossario della cappella. Tra il 1750 e il 1862 vi furono sepolti 97 corpi. Mária Schwandová, moglie di Ján Adamkovič, consigliere forestale della città, fu l'ultima ad essere sepolta nell'ossario il 31 agosto 1862.

### Giardini circostanti
Quando, dopo l'abolizione del cimitero, la città fece demolire nel 1831 le fatiscenti caserme presso la porta meridionale della città, a sud del cimitero, l'area fu spianata e diede origine alla cosiddetta "Piccola promenade". Già nel 1805 vi collocarono la statua di san Giovanni Nepomuceno, che in precedenza era vicino alla colonna dell'Immacolata Concezione e vi piantarono due filari di pioppi. Dopo il 1855, piantarono 4 filari di alberi decidui cespugliosi e nel 1896 un gruppo di 7 tigli, in onore del millennio dell'arrivo degli ungheresi nella pianura pannonica. Questo gruppo di tigli detto di Árpád fu inaugurato cerimoniosamente nel maggio 1896.